# Fredrika Wickman
Fredrika Maria Wilhelmina Wickman, född 28 mars 1852 i Tyska S:ta Gertruds församling, Stockholm, död efter 1910, var en svensk tonsättare, konsertsångare och pedagog.

## Biografi
Fredrika Wickman föddes 28 mars 1852 i Tyska S:ta Gertruds församling i Stockholm. Hon var dotter till målarmästaren Carl Friedrich Wilhelm Wichmann och Bertha Wilhemina Engelbrechten. Fredrika Hon gjordes sin debut 23 november 1868 som Donna Elvira i Don Juan, när hon var 16 år gammal. Söndagen den 11 juli 1869 höll hon en konsert i Nådendal i Finland.
Fredrika Wickman anställdes 1 september 1869 på Kungliga Teatern i Stockholm där hon den 6 december 1869 uppträdde som Norina i Don Pasquale. Hon slutade att arbeta på teatern den 30 juni 1870. Efter det medverkade hon som Rosina i Barberaren i Sevilla i Köln. Hon reste sedan till Milano och studerade där för Elpina Ferretti Lamperti. Wickman undervisade senare vid Conservatoire de Musique i Neuchâtel.

## Verk

### Pianoverk
- Tette-Vals. Tillägnad en Theodor (Tette). Tryckt 1862 i Linnea, tidning för barn.[12]

- Polka-Mazurka. Tillägnad Louise av Sverige. Tryckt 1862 hos Abraham Lundquist, Stockholm .[12]

- Wälkommen åter! Tillägnad Andreas Randel. Tryckt på 1860-talet.[13]

- Trois morceaus de salon Rêverie-Impromptu-Berceuse, opus 12. Tillägnad Jeanne van Tuyll van Serooskerken.[14] Tryckt 1876.[12]

- Midsommarsminnen från Sverige, opus 13. Trenne genrestycken för piano. Tryckt 1876.[15]

1. Midsommarafton. Allmogen och spelemännen församlas vid majstången. Dans begynner.
2. Wallflickans tankar i skogen.
3. Dans på logen.

- Caprice-Etude, opus 14.[16]

- Köpenhamnspolka.[17]

- Vagtparaden kommer![18]

- Vårminnen från Italien. Fyra genrestycken för Piano-forte, opus 16.[19]

1. I Genzano. Festklätt landsfolk ifrån de närliggande trakter strömmar till för att fira den berömda blomsterfesten. Stor kyrkprocession.
2. I Venedig. Gondolieren sjunger i sin båt.
3. I Neapel. Tarantella.
4. I Milano. Månskensafton vid Piazza del Duomo. Klockringning. Likprocession med sorgmusik och sång av munkar och korgossar.

### Sång och piano
- Barnens anlag. Text av Carl Anton Wetterbergh. Visan är tillägnad de som tävlade år 1862. Tryckt januari 1863 i Linnea, tidning för barn.[12]

- Fattiga barn i Finland. Text av Zacharias Topelius. Tryckt juli 1863 i Linnea, tidning för barn.[12]

- Morgonbön. Tryckt 1864 i Linnea, tidning för barn.[12]

- Fyra sånger med piano-accompgnement. Tryckt i början av 1860-talet av C. J. Rydelius, Stockholm.[20]

1. Floden Se den klara strömmen fara. Text av Erik Johan Stagnelius. Även tryckt 1865 i Linnea, tidning för barn.[12]
2. Wandrarens visa Hur sklön går ej solen ur böljorna opp. Text av Erik Johan Stagnelius.
3. Fiskaren När guldröda solen i vester går ned. Text av Erik Johan Stagnelius.
4. Kärlekssång Hvad vore det af blomman när matt hon dignar ned. Text av Martin.

- Tvenne romanser med accompagnement för piano, opus 4. Tryckt 1867 av P. M. Anderson, Stockholm.[21]

1. Rosen i öknen Rosen i öknen! älskling frisk och röd Text efter Thomas Moore.
2. Vården Glad såsom fågeln i morgonstunden. Text av Herman Sätherberg.

- Jag gick mig ut i lunden. Tryckt 1873 i Nordiskt musikblad, häfte 3.[12]

- Vackra sky, som ensam tågar. Text av Josefina Wettergrund. Tryckt 1875 i Nu.[12]

- Flyttfoglarne. Text av Hermann Kletke. Tryckt 1875 i Förr och Nu.[12]

- Visa. Tryckt 1875 i Svalan.[12]

- Vårhelsning. Tryckt 1875 i Ny illustrerad tidning.[12]

- Fyra sånger med svensk och tysk text för en röst vid pianoforte, opus 6. Tryckt 1875 som nummer Abr. H. 1510 av Abraham Hirsch, Stockholm.[22]

1. I April Du aftonstund om våren. Text av Emanuel Geibel.
2. Illusion Än du duig mot ljusets höjder svingar. Text av Adolf Fredrik Lindblad.
3. Blomman Dofta, dofta blomman min. Text av Bernhard Elis Malmström.
4. Mjölnarflickan Se qvarnvingen drifves af vinden. Text av Adelbert von Chamisso.

- Fyra sånger för en röst vid pianoforte, opus 7. Tillägnad Niels W. Gade. Tryckt 1876 som nummer Abr. H. 1542 av Abraham Hirsch, Stockholm.[23]

1. Ur sagodunklet Ur sagodunklet sträcker sig. Text av Heinrich Heine.
2. I skogen I skogen hur ljufligt det är
3. Om våren Der hvar bäckarne gå
4. Neckrosens visa Ett modelöst barn i skogen går vall Text av Carl Anton Wetterbergh. Även tryckt 1875 i Svenska Familj-Journalen.[12]

- Tre romancer, opus 10. Text ur Bjørnstjerne Bjørnsons bok Arne. Tillägnad Louise av Sverige.[12] Tryckt 1876 som nummer 1061 av Horneman & Erslev, Köpenhamn.[24]

1. Over de høje fjelle! Undrer mig på, hvad jeg får att se.
2. Treet Treet stod ferdigt med blad og med knopp.
3. I Skogen smågutten gikk dagen lang.

- Drei Lieder für eine Singstimme mit Pianoforte, opus 11. Tillägnad Inga Egidius. Tryckt 1876 som nummer H. & E. 1069 av Horneman & Erslev, Köpenhamn.[25]

1. Invid floden Här står jag invid floden (Erinerung Da steh ich hier am Flusse). Text av Sophie von Gilsa.
2. Bort i fjerran Ser du i qvällen hur molnen fly? (In der Ferne Siehst du im abend die Wolken ziehn). Text av Hermann Kletke.
3. I stilla natt Vid vindens brus i stilla natt (Lied det Nacht Im Windgeräusch in stiller Nacht). Text av Ludwig Tieck.

- Är han än mig trogen? Text av Rafael Hertzberg. Tryckt 1876 i Ny illustreret Tidende.[12]

- En bön Jeg beder dig icke om rosen på ditt bryst. Text av Vilhelm Bergsøe. Tryckt 1876 i Ny Illustrerad Tidning.

- Lärkröster i Maj O du lummiga lund. Text av Zacharias Topelius. Tryckt 1876 i Ny Illustrerad Tidning.

- Silfverskeppet Ett silfverskepp ses glida (Das Silbergschifflein Ein silbergschifflein gleitet). Text av Georg Christian Dieffenbach. Tryckt 1876 i Förr och nu – illustrerad läsning för hemmet.

- Jordbærbakken. Text av Jørgen Moe. Tryckt 1877 i Ny illustreret Tidende, Kristiania.[12]

- God morgen! Dagen är oppe, Glaeden er taendt. Text av Bjørnstjerne Bjørnson.[12] Tryckt 1878 eller 1879 av Hirsch.

- Sorgens lyst. Text av Andreas Munch. Tryckt 1878 i Ny illustreret Tidende.[12]

- Långt i fjärran Långt fjärran är han som jag håller kär. Tryckt 1882 i Svenska Familj-Journalen.[26]

- Chansons d'hiver, opus 21-22. Text av Hélène de Zuylen de Nyevelt. Tryckt 1911 av Pégat, Paris.[12]

1. Le Tisseur de Givre. Tillägnad Monbelli-Bataille.
2. L'Hiver frappe aux Carreaux. Tillägnad Melle Suzanne Decourt.

#### Sånger till Lammets lof
Sångerna är tryckta 1876 i Sånger till Lammets lof.
- 114. Till ditt hjerta saligt sluten.
- 115. Till en öfver sina synder bedröfvad själ.
- 116. Gjordt och ogjordt.
- 117. Jullof.
- 118. Han är uppstånden, påskhymn.
- 119. Vi äro nu Guds fria barn.
- 125. Framåt.
- 126. Jesus är hvad jag behöfver.

### Sång och orgel
- Ave verum för sång och orgel eller piano. Tryckt 1893.[12]

- Ave verum för två sångare och orgel, opus 24. Tryckt 1912.[12]

- Panis angelicus för två sångare och orgel. Tryckt 1912.[12]

### Körverk
- Serenad för manskvartett. Text av Elias Wilhelm Ruda. Tryckt 1875 i Hemvännen.[12]